# Külföldi Magyar Cserkészszövetség
A Külföldi Magyar Cserkészszövetség (KMCSSZ) (angolul Hungarian Scout Association in Exteris) a Kárpát-medencén kívül élő magyarság cserkész szervezete.

## A külföldi magyar cserkészet története
1945-ben, a második világháború után a nyugat-európai menekülttáborokban újjáéledt a magyar cserkészet. Első közösségük Hontalan Sasok néven működött. Először Teleki Pál Cserkész Munkaközösség néven szerveződtek, majd 1948-ban Magyarországon a diktatúra felszámolta a Magyar Cserkészszövetséget, így ezen a néven alakult meg 1950-ben a külföldön működő mozgalom. 1951-ben a székhelye az Egyesült Államokba került, mivel oda vándorolt ki a legtöbb magyar. A szervezet az 1950-es évek 1000-es körüli tagságáról az 1970-es évekre 6000 fősre fejlődött. 1971-89 között a Külföldi Magyar Cserkészszövetség európai kerületének parancsnoka Kölley György, aki több új csapatot szervezett.
A magyarországi cserkészet újjáindulása után vette fel a Külföldi Magyar Cserkészszövetség nevet.

## A külföldi magyar cserkészet napjainkban
A szervezet jelenleg a világ 4 földrészének 11 országában, 5 cserkészkerületben 70 cserkészcsapattal és 4500 taggal működik.
A magyarországi cserkészethez viszonyítva sokkal nagyobb hangsúlyt kap a magyarságtudat megőrzése és a magyarságszolgálat: a cserkészfogadalomban külön szerepel a magyarság iránti kötelességteljesítés vállalása is. Szoros kapcsolat van a nyugati magyar közösségek, szervezetek, iskolák és a KMCSSZ között. Jelentős könyvkiadási tevékenységük révén ismertetik meg a világgal a magyarság történetét, értékeit. A vezetők külön magyarságismereti felkészítést kapnak és vizsgáznak magyar nyelvből, irodalomból, történelemből és földrajzból. Őrsvezetői körúttal, magyarországi ösztöndíjjal segítik elő, hogy a fiatalok megismerjék az anyaországot. Tagjaik egyre inkább másod- és harmadgenerációs fiatalok, sokuk nem járt még Magyarországon, és a magyar nyelv ismerete is egyre nagyobb kihívást jelent a számukra.

## A KMCSSZ kerületei
- I) Európa (Ausztria, Svájc, Németország, Svédország, Nagy Britannia)
- II) Dél-Amerika  (Argentína, Brazília és Venezuela)
- III) Egyesült Államok
- IV) Ausztrália
- V) Kanada

## Külső hivatkozások
- A Külföldi Magyar Cserkészszövetség hivatalos honlapja